# دولچه

دولچه

دولچه ظرف مخصوص نگهداری آب آشامیدنی مردم، تاقبل از پیدایش یخچال و کلمن و آبسردکن خانگی بود. دولچه از مشک آب ساخته می‌شود که این مشک می‌بایست حدود تقریباً یک سال از کارکردنش گذشته باشد، مثلأ کهنه باشد. مشک کهنه توسط دولچه دوز تغییر شکل داده می‌شود که ابعاد آن توسط دولچه دوز با مهارت خاص، به شکل مخروط ساخته می‌شود.
دهانه دولچه سرتنگ و باقطر تقریبی ۵ الی ۶ سانتی‌متر وکف آن حدود تقریبی ۲۵ تا ۴۵ سانتی‌متر وارتفاع ۴۰ تا ۵۰ سانتی‌متر (بستگی به سفارش مشتری) ساخته می‌شد که این ابعاد بر روی سه‌پایه چوب خراطی شده که با نقش و نگار مختلف و با سلیقه استاد خراط ساخته شده بود، بسته می‌شد وبا گره‌های استادی و زیبا با چرم اضافه محکم مهار می‌شد.
دولچه باآب شرب که توسط معمولاً سقا یا خانمهای خانه پر می‌شد در سایه قرار می‌گرفت تا خنک شود و آب داخل دولچه در فصل گرما بسیار خنک و گوارا بود. از مراکز تولید دولچه، کازرون و شهر زرقان در فارس است.